# Îles Cavallo
Pour les articles homonymes, voir Cavallo.

Les îles Cavallo ou îles d'El Aouna, sont un ensemble d'îles et d'îlots inhabités situés dans la commune d'El Aouana à Jijel (anciennement Cavallo), en Algérie.

## Description
L'ensemble est composé de deux îles, Grande Cavallo et Petite Cavallo, situées respectivement à 957 mètres au nord d'El Aouana et à 5 kilomètres au nord-est de ladite commune, ainsi que de plusieurs îlots rocheux.